# Salarpur Khadar
Salarpur Khadar là một thị trấn thống kê (census town) của quận Gautam Buddha Nagar thuộc bang Uttar Pradesh, Ấn Độ.

## Nhân khẩu
Theo điều tra dân số năm 2001 của Ấn Độ, Salarpur Khadar có dân số 10.772 người. Phái nam chiếm 58% tổng số dân và phái nữ chiếm 42%. Salarpur Khadar có tỷ lệ 66% biết đọc biết viết, cao hơn tỷ lệ trung bình toàn quốc là 59,5%: tỷ lệ cho phái nam là 75%, và tỷ lệ cho phái nữ là 53%. Tại Salarpur Khadar, 19% dân số nhỏ hơn 6 tuổi.